# قائمة الحدائق الوطنية في الجزائر

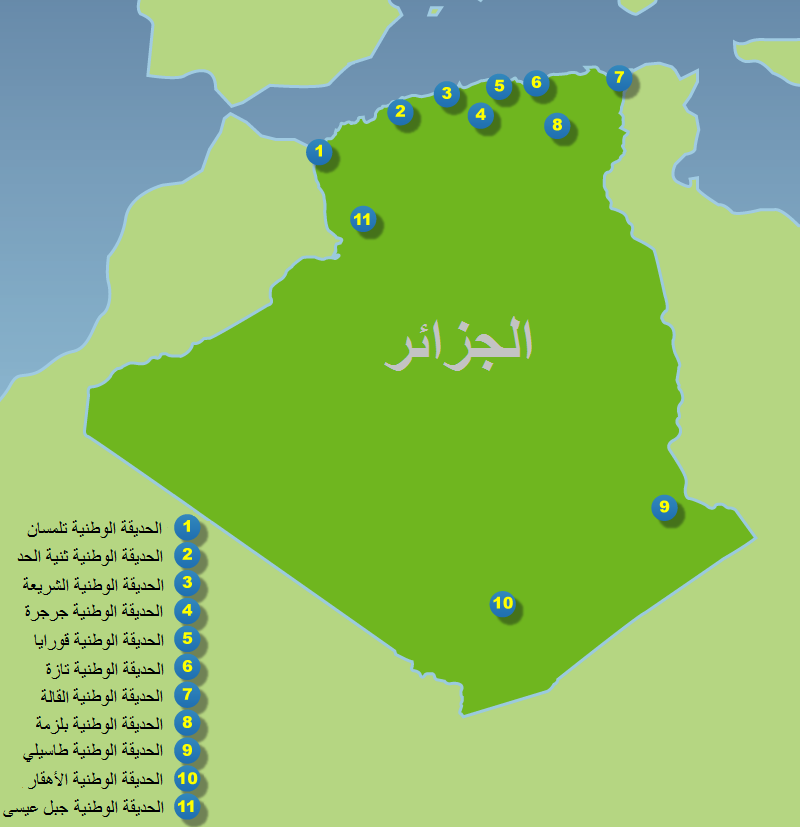
الحدائق الوطنية في الجزائر

توجدُ في الجزائر 11 منطقة تعدُّ حدائِق وطنية وَمواقع تراثية عالمية حسبَ الاتحاد الدولي لحفظ الطبيعة وَمنظمة اليونسكو (يُطلِقُ عليها المشرع الجزائري أيضًا مصطلَحي حظيرة وَمحمية حسبَ الجريدة الرسمية) حيث تتمُ فيها حماية الحيوانات وَالنباتات (لاسيما النادرة) وكل أنواع المعالم الطبيعية وَالأثرية.
يمنع منعا باتا في هذه الحدائق جميع أنواع التعدين واستخراج المحروقات والصيد.
تختلف الحدائق الوطنية الجزائرية اختلافًا كبيرًا عن بعضها البعض من حيث المناخ والموارد الطبيعية التي تحميها فبينما تقع حديقة القالة الوطنية في
أقصى شمال البلاد مع مناخ متوسطي معتدل، فإن حديقة طاسيلي تقع في أقصى الجنوب مع مناخ صحراوي.

## القائمة
- الترتيب حسبَ تاريخ إنشاء المحميات طبقًا للجريدة الرسمية.

| الحديقة الوطنية            | المكان/مقر الحظيرة | المساحة      | تاريخ الإنشاء | مرجع | فئة IUCN   | الصور |
| -------------------------- | ------------------ | ------------ | ------------- | --- | ---------- | ----- |
| حظيرة الطاسيلي ناجر        | ولاية إليزي        | 72 000 كم2   | 27 يوليو 1972 | مرسوم رقم 72-168 مؤرخ في 27 يوليو 1972 مصنفة ضمن التراث العالمي للبشرية منذ تصنيف حظيرة الطاسيلي ناجر من طرف اليونيسكو سنة 1982. | فئة 2 (II) |       |
| الحديقة الوطنية لثنية الحد | ثنية الحد          | 3425 هكتار   | 23 يوليو 1983 | مرسوم رقم 83-459 مؤرخ في 23 جويلية 1983.                                                                                         | فئة 2 (II) |       |
| الحديقة الوطنية جرجرة      | جرجرة              | 18500هكتار   | 23 يوليو 1983 | مرسوم رقم 83-460 مؤرخ في 23 يوليو 1983.                                                                                          | فئة 2 (II) |       |
| الحديقة الوطنية الشريعة    | البليدة            | 36 985 هكتار | 23 يوليو 1983 | مرسوم رقم 83-461 ممضي في 23 يوليو 1983.                                                                                          | فئة 2 (II) |       |
| الحظيرة الوطنية للقالة     | القالة             | 80 000 هكتار | 23 يوليو 1983 | مرسوم رقم 83-462 مؤرخ في 23 يوليو 1983.                                                                                          | فئة 2 (II) |       |
| الحديقة الوطنية تازة       | ولاية جيجل         | 3807 هكتار   | 1984          | بمرسوم رقم 348/34 الصادر في 03 نوفمبر 1984[إخفاق التحقق]                                                                         | فئة 2 (II) |       |
| الحديقة الوطنية تلمسان     | ولاية تلمسان       | 8825 هكتار   | 1993          | مرسوم تنفيذي رقم 93-117 مؤرخ في 12 مايو 1993.                                                                                    | فئة 2 (II) |       |
| الحظيرة الوطنية لجبل عيسى  | ولاية النعامة      | 40024 هكتار  | 2003          | مرسوم تنفيذي رقم 03-148 مؤرخ في 29 مارس 2003.                                                                                    | فئة 2 (II) |       |
| الحديقة الوطنية قورايا     | ولاية بجاية        | 2080 هكتار   | 1984          | وقد صنفتها اليونيسكو محمية طبيعية عالمية سنة 2004.                                                                               | فئة 2 (II) |       |
| الحظيرة الوطنية بلزمة      | ولاية باتنة        | 26 250 هكتار | 1984          | المرسوم الرئاسي رقم 326/84 المؤرخ في 03 نوفمبر 1984                                                                              | فئة 2 (II) |       |
| الحظيرة الثقافية للأهقار   | ولاية تمنراست      | 450 000 كم2  | 3 نوفمبر 1987 | مرسوم رقم 87-231 مؤرخ في 3 نوفمبر 1987.                                                                                          | فئة 2 (II) |       |

## مقالات ذات صلة
- متنزه وطني
- الحياة البرية في الجزائر
- مواقع رامسار في الجزائر
- المحميات الطبيعية في الجزائر
- المديرية العامة للغابات (الجزائر)

## روابط خارجية
- وزارة البيئة الجزائرية.